# Iglesia de Santa Bárbara (Soria)
La Iglesia de Santa Bárbara es una iglesia situada en la ciudad de Soria (España) localizada en la zona llamada Eras de Santa Bárbara.

## Historia
Las Eras de Santa Bárbara son el escenario de varias leyendas de carácter histórico. Tienen lugar en el "Campo de la Verdad", antigua denominación del paraje, donde diez caballeros castellanos de Alfonso VII Rey de Castilla y otros diez aragoneses de Ramón de Berenguer, Conde de Barcelona, deciden usando las armas el mejor derecho de posesión. Combaten en duelo para establecer si Soria será o no de Castilla, ganando los castellanos de Alfonso VII. Aquí mata a espada un padre a su hijo cobarde que huyó de Aljubarrota y al que le dice que "antes que cobarde, muerto". En este lugar fusilaron los franceses a un niño de 12 años que dio muerte con su cuchillo a un soldado francés, como sucedería también con Pericón, que se enfrentó solo a un escuadrón de coraceros imperiales y cuyo cuerpo pendería de la picota varios días.
La parroquia de Santa Bárbara fue inaugurada y bendecida el 4 de diciembre de 1999, festividad de Santa Bárbara. La extensión de la ciudad en esta zona llamada Eras de Santa Bárbara, donde solo había tierras de cultivo, hizo necesaria la construcción de esta parroquia.
A esta parroquia pertenece la Ermita de Santa Bárbara que antes de que se inaugurara la parroquia pertenecía a la Iglesia del Salvador. La ermita da nombre a una de las doce cuadrillas con las que cuenta la ciudad de Soria.